# Émile Leroux
Pour les articles homonymes, voir Leroux.
Émile Auguste Leroux est un homme politique français né le 10 juin 1804 à Épineuse (Oise) et décédé le 20 août 1872 à la Maronnière (Loiret).

## Biographie
Avocat à Beauvais, il est bâtonnier. Opposant à la Monarchie de Juillet, il est conseiller général et maire de Beauvais en 1848. Il est député de l'Oise de 1848 à 1851, siégeant au centre droit. Il s'oppose au coup d’État du 2 décembre 1851, et est emprisonné à Mazas. Il se présente plusieurs fois comme candidat d'opposition sous le Second Empire. Il est représentant de l'Oise de 1871 à 1872, siégeant au centre droit.